# Anaspis akaira
Anaspis akaira es una especie de coleóptero de la familia Scraptiidae.

## Distribución geográfica
Habita en Sicilia (Italia).